# Фарфурин, Анатолий Никанорович
Анатолий Никанорович Фарфурин (1 (13) апреля 1883, Тюмень — 17 мая 1931, Колпино) — русский инженер-металлург, крупнейший специалист по корабельной броне и технологии её производства. Герой Труда.

## Биография
Родился 1 апреля (13 апреля по новому стилю) 1883 года в Тюмени в многодетной семье. В 1902 году окончил с отличием тюменское Александровское реальное училище. В том же году поступил в Санкт-Петербургский политехнический институт на металлургическое отделение. Одним из его учителей был будущий академик, в то время профессор М. А. Павлов.
После окончания в 1908 году Политехнического института Фарфурин получил звание инженера-металлурга и право на производство в чин Х класса при определении на государственную службу.

## Работа на Ижорском заводе
1 декабря 1908 года был принят на Ижорский завод в Колпино под Петербургом.
В 1909 году возглавил заводскую испытательную станцию (впоследствии механическую лабораторию), с 1912 года механическую и металлографическую лаборатории.
В 1914 году был командирован Морским министерством в Геную (Италия) на заводы компании «Ансальдо» Ansaldo для ознакомления с производством цементованной брони.
С 1916 года Фарфурин главный металлург завода, оставаясь в то же время заведующим бронезакалочного участка, а через год приказом по Морскому министерству он был назначен помощником начальника (заместителем) завода по технической части. В эти годы на Ижоре было освоено производство противоснарядной корабельной брони толщиной 75-150 мм без цементации и с односторонней закалкой, а также противоснарядной гомогенной и противопульной брони. До 1917 года завод изготавливал броню толщиной 360—400 мм для линкоров «Бородино», «Измаил», «Кинбурн» и «Наварин» (ни один из них не был достроен) и броню толщиной 456 мм для других кораблей. За работы по производству корабельной брони А. Н. Фарфурин в 1913 году был награждён орденом Святого Станислава III степени.
Принял октябрьский переворот.
В первые годы после революции 1917 года — член правления Ижорского завода. В 1920—1922 годах — технический директор завода. Со временем застарелая болезнь ревматизм, которой он страдал ещё с юности, все более прогрессировала, сказалось также невнимание к своему здоровью и большая загруженность по работе — все это привело к инвалидности. К началу 1930-х годов он уже не мог самостоятельно передвигаться — на завод его привозили, в цех приносили на руках. А. Н. Фарфурин умер 17 мая 1931 года, похоронен на Колпинском кладбище.
Оставил неопубликованную рукопись «Броневое производство», в которой впервые в России обобщил опыт броневого производства и создал научно обоснованную технологию изготовления брони. Исследовал большое количество карбюризаторов различного происхождения, используемых при изготовлении гетерогенной цементованной брони. Провёл комплексное изучение процесса прокатки цементованной брони. Рукопись хранится в Центральном государственном архиве Санкт-Петербурга.
Основоположник современного учения об изломе конструкционной стали. Исследовал и установил закономерную связь между видом излома и качеством легированной стали. Одним из первых в России обосновал возможность достаточно точного прогнозирования хрупкого разрушения брони при обстреле оценкой вида излома по волокнистости. Фарфурин показал, насколько важно для повышения качества брони приводить ее в состояние, при котором она дает волокнистый излом. Он впервые установил, что изучение шиферности возможно только при волокнистых изломах стали и совершенно невозможно при кристаллических изломах.
Его ученик — Смоленский, Сергей Иванович — в 1933—1936 годах начальник Центральной броневой лаборатории (ЦБЛ) Ижорского завода, в 1940 — 1950-х годах главный инженер и заместитель директора по науке ЦБЛ-1, преобразованной в Филиал ВНИИ-100.

## Увековечивание памяти А. Н. Фарфурина
Портрет Анатолия Никаноровича Фарфурина помещен в Галерее знатных металлургов в ЦНИИ конструкционных материалов «Прометей» (прежние наименования ЦНИИ-48, ЦБЛ-1), где хранятся его труды. В 2000 году имя А. Н. Фарфурина внесено в «Золотую книгу Колпина».

## Интересные факты
После смерти Фарфурина в 1931 году была назначена комиссия для разбора и изучения оставленного им архива, в состав комиссии вошли, ставшие впоследствии известными специалистами-броневиками А. С. Завьялов, С. И. Смоленский, Н. М. Скляров.